# Natorp (Adelsgeschlecht)

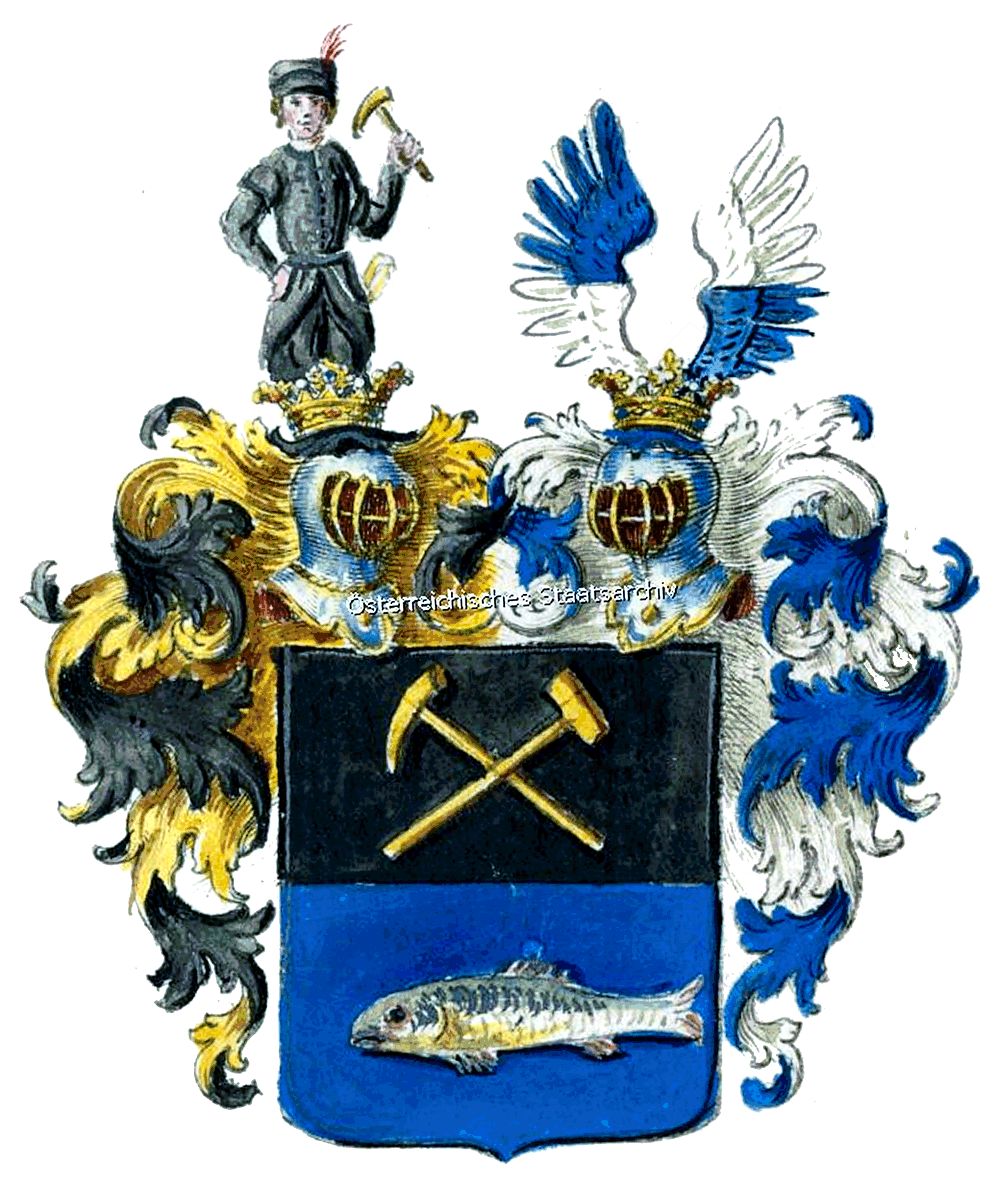
Wappen derer von Natorp (1776) im Österreichischen Staatsarchiv

Natorp ist der Name eines westfälischen Briefadelsgeschlechts.

## Geschichte
Das Geschlecht stammt aus Marsberg und Paderborn. Am 19. Oktober 1776 wurde Johann Theodor Natorp, kurkölnischer Rentmeister, mit dem Prädikat „Edler von“ in den Reichsritterstand erhoben. Für seine Nachkommen war der Ritterstand ausgeschlossen, solange diese bürgerliche Berufe ausübten. 1788 erfolgte die Intimation des Reichsritterstands für Johann Theodor und seinen Sohn Franz Wilhelm Natorp, die dafür aus dem bürgerlichen Handelsstand austraten. Der ehemalige Inhaber der kaiserlich-königlichen Feldapotheke in Wien und Großhändler Franz Wilhelm von Natorp (1729–1802) wurde am 21. bzw. 27. Februar 1821 in den Panier- und Reichsfreiherrenstand erhoben. 1845 war ein von Natorp königlich-preußischer Oberlandesgerichtsrat in Paderborn.

## Persönlichkeiten
- Franz Wilhelm von Natorp (1729–1802), Apotheker, Großhändler, Inhaber der Feldapotheke in Wien
- Johann Theodor von Natorp (Junior) (1777–1830), lippischer Landbaumeister und Oberbaurat, Bergwerksbesitzer, Rentmeister
- Maria Anna von Natorp (1773–1847), Sängerin, Gesangspädagogin

## Wappen
Blasonierung des Ritterstandswappens von 1776: Von Schwarz und Blau geteilt. Oben ein goldener Spitz- und ein goldener Stumpfhammer ins Andreaskreuz gestellt, unten ein nach rechts schwimmender silberner Fisch. Zwei gekrönte Helme: I. mit schwarz-goldenen Helmdecken wachsend ein schwarzgekleideter Bergmann mit einem goldenen Spitzhammer in der erhobenen linken Hand, die rechte eingestemmt; II. mit blau-silbernen Decken ein offener von Blau und Silber übereck geteilter Flug.
Blasonierung des Freiherrenwappens von 1801: Einmal geteilt und oben von Schwarz und Gold gespalten. Oben rechts ein goldener Spitz- und ein goldener Stumpfhammer ins Andreaskreuz gestellt, oben links ein silberner Anker, unten in Blau ein nach rechts schwimmender silberner Fisch. Auf dem Schild eine Freiherrenkrone, darauf drei gekrönte Helme: I. mit schwarz-goldenen Decken wachsend ein schwarzgekleideter Bergmann mit einem goldenen Spitzhammer in der erhobenen linken Hand, die rechte eingestemmt; II. mit rechts schwarz-goldenen und links blau-silbernen Decken ein gekrönter schwarzer Adler; III. mit blau-silbernen Decken ein offener von Blau und Silber übereck geteilter Flug. Als Schildhalter zwei goldene Löwen.
Max von Spießen stellt das Wappen mit teilweise falscher Tingierung und ohne Helmzier dar.

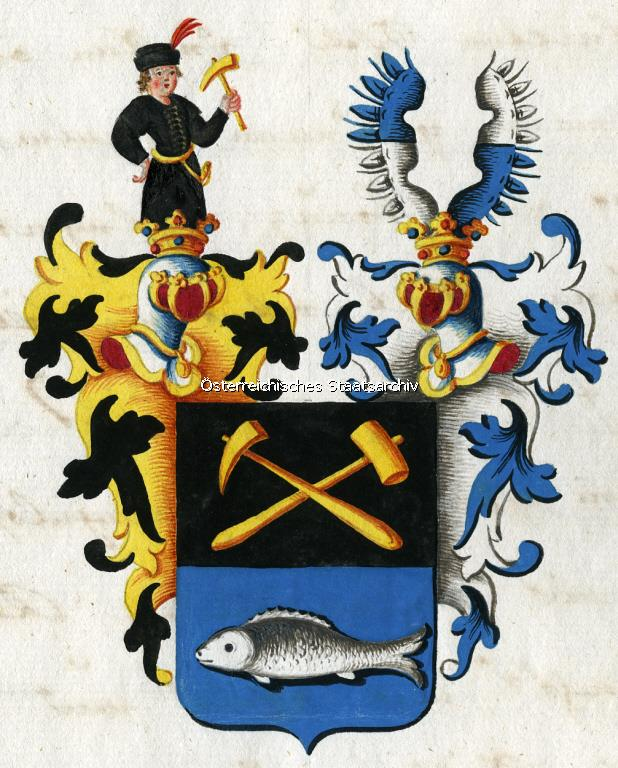
Wappen derer von Natorp (1776) im Österreichischen Staatsarchiv
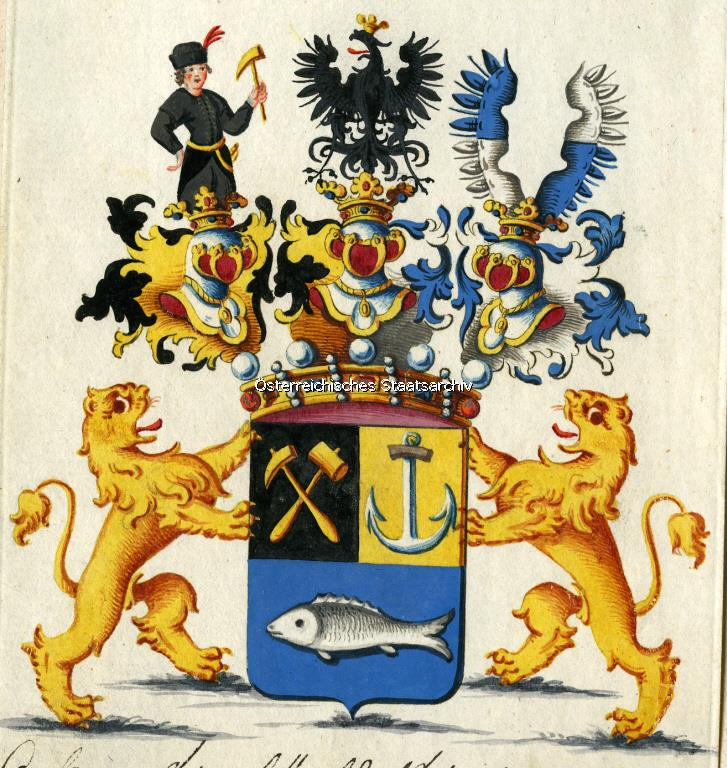
Wappen der Freiherren von Natorp (1801) im Österreichischen Staatsarchiv
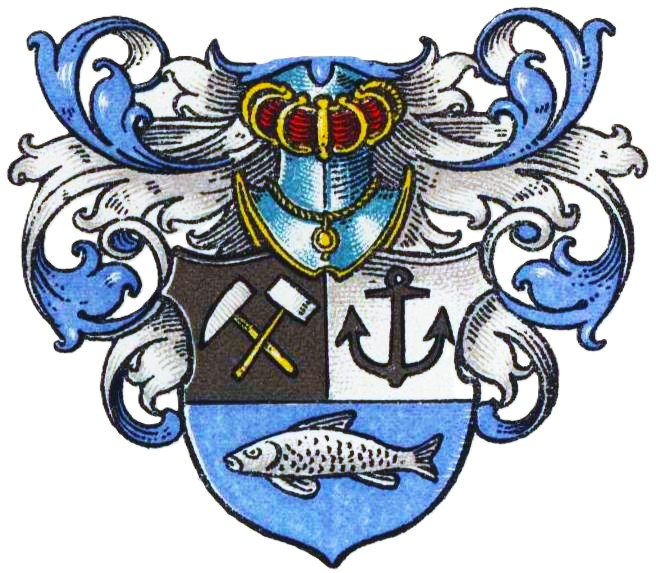
Wappen der Freiherren von Natorp im Wappenbuch des Westfälischen Adels